# Kostel svaté Barbory (Pavlov)
Kostel svaté Barbory je římskokatolický farní kostel v Pavlově v okrese Břeclav. Je chráněn jako kulturní památka.

## Historie
Ves Pavlov se nachází přímo pod hradem Děvičkami, náležela k hradnímu zboží a s ním se roku 1334 dostala do svazku mikulovského panství. Původně ve vsi stál gotický kostel, který v roce 1426 zničili husité. Kostel svaté Barbory na návsi se svou orientací přizpůsobuje terénní situaci. Jeho presbytář tudíž není obrácen k východu, nýbrž k jihozápadu, a za ním stojí ještě věž nad sakristií, nejstarší část kostela. 
Kostel sv. Barbory je v jádru pozdně renesanční stavba s výraznou a typologicky cennou věží. Jeho stavba byla dokončena v r. 1658. Nynější kostel vznikl barokní přestavbou roku 1742. Roku 1829 následovala klasicistní úprava hlavního průčelí. To je završeno sochou patronky chrámu sv. Barbory; její atributy drží dva kamenní andělé po stranách štítu. Obraz Stětí sv. Barbory z 19. století je vsazen v retabulu pozdně barokního hlavního oltáře z poloviny 18. století. Ze stejné doby pocházejí rovněž boční oltáře dedikované sv. Pankráci a sv. Máří Magdaléně. Ve věži visí velký zvon z roku 1691, váží 550 kg.

## Galerie

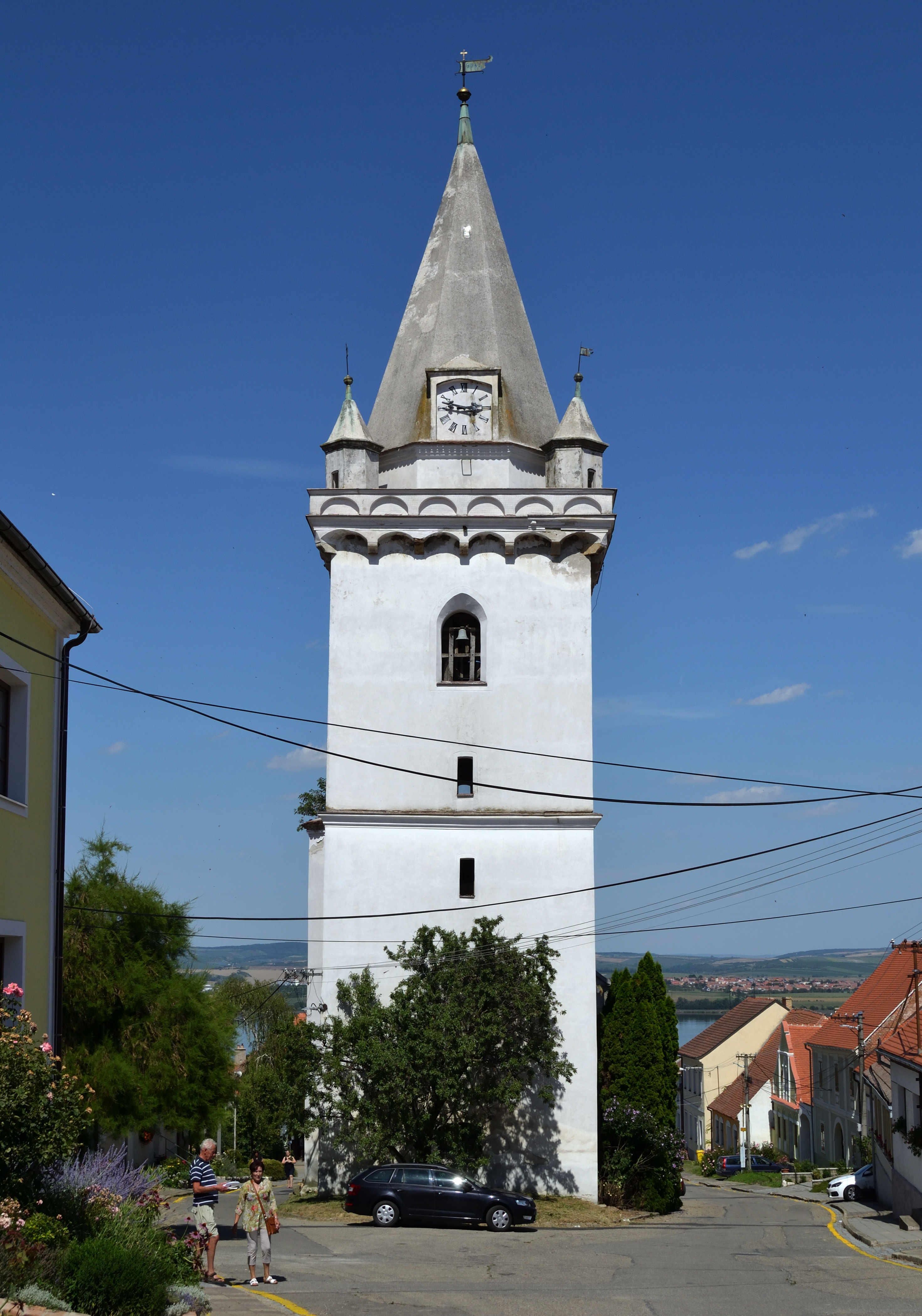
věž kostela
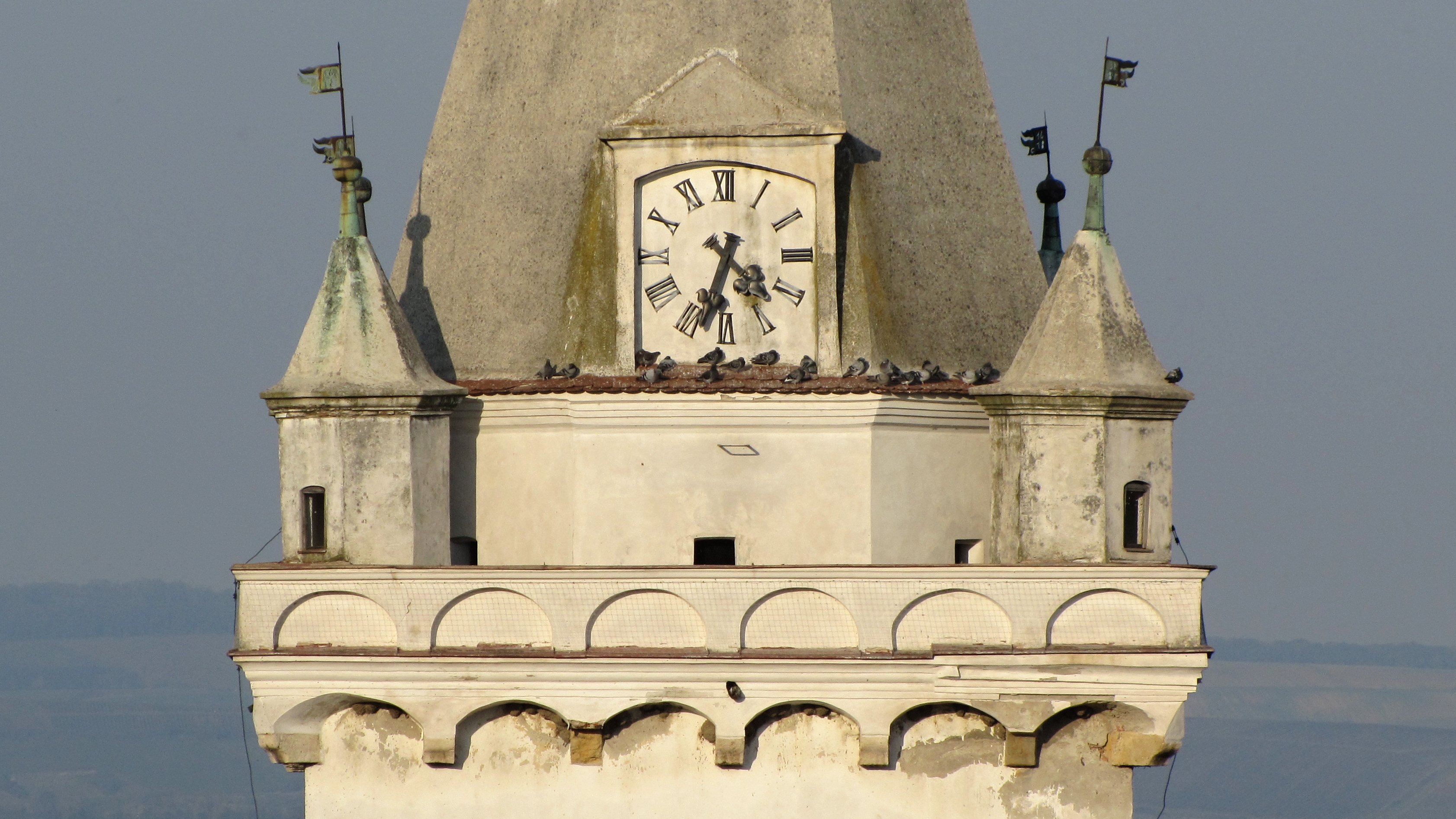
Detail věže
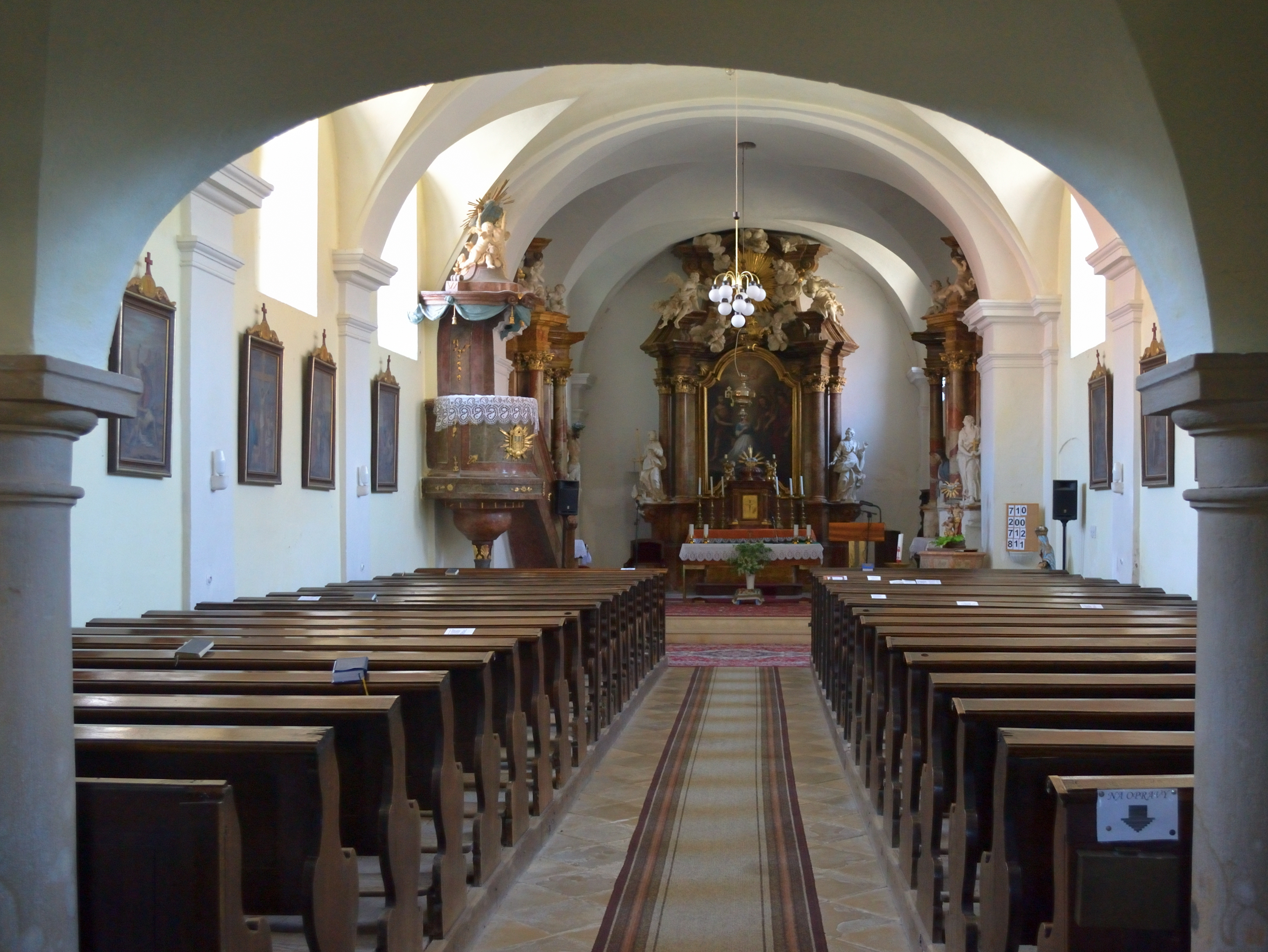
interiér